# Obaga de la Molina

L'Obaga de la Molina, respecte del terme d'Abella de la Conca

L'Obaga de la Molina és una obaga del terme municipal d'Abella de la Conca, a la comarca del Pallars Jussà, a la vall de Carreu.
Està situada al costat sud de la vall del riu de Carreu, al vessant septentrional de la Serra de Carreu. És al nord-est del cim de Cap de Carreu, al sud-oest de la caseria de Carreu i just al sud, i davant, de la caseria de Carreu.

## Etimologia
Es tracta d'un topònim romànic modern, de caràcter descriptiu: és l'obaga situada justament a migdia de la Molina de Carreu.